# Kyselina deacetylasperulosidová
Kyselina deacetylasperulosidová je iridoidový glykosid nacházející se v několika léčivých rostlinách, například morindě barvířské.
Tato látka má protizánětlivé, analgetické, protinádorové, antioxidační, a antimutagenní účinky.